# Ewert von Dellingshausen
Ewert Karl Freiherr von Dellingshausen (geb. am 15. April 1909 auf Gut Aaspere (deutsch Kattentack) bei Tallinn/Estland (deutsch Reval); gestorben am 20. August 1996 in Bonn) war ein deutschbaltischer Jurist und Ministerialdirigent im Gesamtdeutschen Ministerium (BMG) der Bundesrepublik. Dellingshausen war Prototyp des Kalten Kriegers und galt als „Gehlen des BMG“. Er koordinierte ab 1950 im Auftrag der Bundesregierung unter dem Deckmantel „Pflege des gesamtdeutschen Gedankens“ die Psychologische Kriegsführung gegen Osteuropa in enger Abstimmung mit den Geheimdiensten. Dabei profitierte er von Netzwerken unter ehemaligen NS-Propagandisten und baltendeutschen Verbindungen aus Kriegszeiten.

## Leben
Ewert war Sohn des estländischen Landes-Ritterhauptmanns Eduard Baron von Dellingshausen (1863–1939) und dessen Frau Charlotte. Vater Eduard war ranghöchster deutscher Vertreter des Adels in Estland. Die Familie von Dellingshausen geriet 1917/1918 in die Auseinandersetzungen zwischen Deutschland, Russland und Estland und musste schließlich ihren umfänglichen Gutsbesitz in Estland verlassen und siedelte nach Deutschland um. Ewert studierte Jura in Jena und wurde 1936 Konsistorialrat in der evangelischen Kirchenverwaltung in Breslau. Bei Kriegsbeginn mit der Sowjetunion wurde er zur Wehrmacht eingezogen und war als Kriegsverwaltungsrat im Rang eines Hauptmanns in Südrussland in Stalino (heute Donezk) und in Feodosia auf der Krim in der Militärverwaltung eingesetzt. Die Erfahrungen seiner Flucht aus Estland und die während der deutschen Besatzung in Russland waren prägend und begründeten seine tiefe Aversion gegen die Sowjetunion und machte ihn zu einem eingefleischten Antikommunisten.
Nach Kriegsende lebte Ewert von Dellingshausen in Magdeburg in der Sowjetischen Besatzungszone (SBZ) und war als Justitiar im von der SED dominierten Volksbildungsministerium in Sachsen-Anhalt beschäftigt. Daneben war er in die Partei der Liberaldemokraten eingetreten und arbeitete nebenher in der Verwaltung des Magdeburger Klosters und dessen Stiftung. Nachdem er seine Justitiar-Stelle verloren hatte, geriet er zunehmend in Opposition zu den Machthabern. Er begann, sich im antikommunistischen „Untersuchungsausschuss Freiheitlicher Juristen“ (UFJ) zu engagieren, der Unrechtshandlungen in der SBZ dokumentierte.
Dellingshausen lieferte dem UFJ interne Informationen aus seinem Arbeitsbereich. Dellingshausen selbst arbeitete damit eher unbewusst für die Psychologische Kriegsführung der CIA, denn der UFJ wurde vom Office of Policy Coordination (OPC) der CIA im Auftrag des State Departments finanziert. Der UFJ-Ableger „Apparat“ war sogar ab 1950 in die verdeckte Kriegsführung der CIA als Stay-Behind Organisation in der SBZ eingebunden. Die Psychologische Kriegsführung gegen den kommunistischen Osten sollte schließlich zu Dellingshausens Berufung werden.
Dellingshausen war seit dem Studium und gemeinsamer Konsistorialtätigkeit in Breslau mit Georg (Richard) Kunisch befreundet, der für die Ost-CDU in der Regierung von Sachsen-Anhalt saß. Kunisch hatte sich 1950 in den Westen abgesetzt. Kunisch verhalf dem ebenfalls aus Magdeburg in den Westen gewechselten Dellingshausen zu einer Anstellung im neuen Bundesministerium für Gesamtdeutsche Fragen (BMG). Während Kunisch in der Abteilung I des BMG (SBZ, deutscher Osten) das Referat I 2 (Kommunistische Tarnorganisationen) leitete, kam Dellingshausen als Hilfsreferent in das Referat I 1 (Politische Grundsatzfragen).
Dellingshausen übernahm schließlich das Referat I 1 Ende 1953 im BMG und baute das vormalige Grundsatzreferat, dass sich nun mit der „Pflege des gesamtdeutschen Gedankens“ befasste, zu einem Kompetenzzentrum für die Psychologische Kriegsführung im BMG aus. Auf Anregung von Dellingshausen wurde im BMG eine streng abgeschirmte Datenerfassung in Form einer Geheimkartei betrieben, die bis 1962 20.000 Personen und 3.000 Institutionen umfasste und deren Inhalte mit anderen Sicherheitsbehörden abgeglichen wurden. Die Datei wurde im Referat I 2 von Dellingshausens Freund Georg Kunisch geführt. Das BMG arbeitete so zum Teil wie ein geheimer Nachrichtendienst.
Staatssekretär Franz Thedieck orientierte sich im BMG an der von Konrad Adenauer gewünschten Westbindung und nicht an seinem Minister Jakob Kaiser, der an einer Wiedervereinigung interessiert war. Dellingshausen wiederum orientierte sich an Thedieck, dessen Sympathien er genoss. Thedieck verschaffte seinem Referatsleiter nach Rücksprache mit dem Bundeskanzleramt weitgehend freie Hand inklusive der Verwendung der finanziellen Mittel. Nachdem sich speziell das Referat Dellingshausens im BMG immer stärker in der Psychologischen Kriegsführung engagierte, wuchsen auch die Kontakte zum amerikanischen Geheimdienst, zu dessen deutscher Tochter, der Organisation Gehlen und zum Bundesamt für Verfassungsschutz.

## Psychologische Kriegsführung und CIA
Der amerikanische Teil der Alliierten Hochkommission (HICOG) hatte über den Leiter des Bonner Political Liaison Office der Amerikaner bei HICOG, den Ex-Geheimdienstler und US-Diplomaten Charles W. Thayer, ab August 1950 einen ersten Kanal zum BMG und zu anderen Bonner Ministerien geschaltet. Die Amerikaner waren längst dabei, den Kalten Krieg gegen die Sowjetunion zu führen, paramilitärische Operationen inbegriffen. Federführend war das US State Department und dessen CIA-Ableger Office of Policy Coordination (OPC) unter Frank Gardiner Wisner. Thayer gehörte mit seinem Kollegen George F. Kennan zu den Initiatoren dieser antisowjetischen Kampagne im State Department. Wisner wiederum befasste sich zusammen mit dem deutschstämmigen Hans Speier im State Department mit Psychologischer Kriegsführung im Auftrag des Planungsstabes von George Kennan. Die Psychologische Kriegsführung war dann in einer von Speier und Wallace Carroll am 1. Dezember 1950 vorgelegte Analyse namens „Psychological Warfare in Germany“ unter Einbeziehung des BMG näher beschrieben.
Bereits im November 1950 begann Dellingshausen noch als Hilfsreferent seine beim UFJ gemachten Erfahrungen einzubringen und befürwortete eine Zusammenarbeit mit den in West-Berlin operierenden US-finanzierten antikommunistischen Agenturen und dem Ministerium. Dellingshausen erhielt schon 1952 regelmäßig von amerikanischen und britischen Geheimdienstlern Besuch in seinem Büro, wobei Geldbeträge übergeben wurden, mit denen antikommunistische Organisationen finanziert wurden. Die CIA hatte ihre bisherigen Operationen zu großen Teilen aus Geldern des Marshall-Plans bestritten, die jedoch am Auslaufen waren. Über diese Mittel hatten sie ihre Untergrundorganisationen in Deutschland finanziert und hofften nun, die Bundesregierung würde einen Teil des Finanzbedarfs dieser Organisationen übernehmen. Das BMG verfügte nämlich unter dem Titel „Zuschüsse an Forschungsinstitute sowie allgemeine kulturelle Zwecke“ über einen „Reptilienfonds“, der 1951 immerhin 87 Prozent des Gesamtetats des Ministeriums ausmachte.
Im Herbst 1952 wandten sich die Amerikaner von HICOG an Adenauers Staatssekretär Otto Lenz mit der Bitte, „Theorie und Praxis des Kalten Krieges mit zuständigen deutschen Beamten“ diskutieren zu wollen. Absicht der Amerikaner war es, die Deutschen stärker an der Finanzierung der US-gesteuerten Frontorganisationen zu beteiligen. Ziel war eine Zersetzungskampagne gegen die Bindung der Ostdeutschen an die Sowjets. Lenz band Staatssekretär Franz Thedieck vom BMG mit ein und übertrug dem BMG die Aufgabe, die privaten Frontorganisationen mit den Amerikanern zu koordinieren. Dellingshausen im BMG übernahm darauf die Federführung und legte am 3. Dezember 1952 die Positionen des BMG zur Psychologischen Kriegsführung vor.
In Kooperation mit den Amerikanern tagte schon Ende 1952 ein interministerielles deutsch-amerikanisches Komitee unter Führung des BMG, dass die Psychologische Kriegsführung der Bundesregierung gegen den Kommunismus im Kalten Krieg begründete. Adenauers Beauftragter Hans Globke hatte 1952 im Kanzleramt einen Plan der Einbindung der Deutschen in die Operationen des OPC der CIA mit dem Ziel der „Zersetzung der geistigen, mentalen, intellektuellen und psychologischen Kräfte des Bolschewismus in der Sowjetzone Deutschlands“ genehmigt, dabei aber Sabotage, Widerstand und paramilitärische Aktivitäten ausdrücklich ausgeschlossen:

“Dr. Hans GLOBKE of the Chancellors office delineated the German organizations Cold War mission as follows: a planning program having as ist aim the ‘decomposition of the spiritual, mental, intellectual and psychological strength of Bolshevism in the Soviet Zone of Germany’ and specific excluding sabotage, resistance and para-military activities.”

Am 7. Januar 1953 entstand dann im Bundeskanzleramt unter den Adenauer-Vertrauten Hans Globke, Hans Ritter von Lex, Otto Lenz, Franz Thedieck vom Gesamtdeutschen Ministerium und Verfassungsschutz-Chef Otto John ein Regierungsgremium zur Koordinierung der Psychologischen Kriegsführung unter Führung von Globke:

“Globke added that the ad hoc Cold War Committee of State Secretaries Lenz, von Lex and Thedieck and Federal Security Agency Chief John would coordinate only the overt and semi-overt PW [Psychological Warfare] operations.”

Die geheime Psychologische Kriegsführung sollte bei der Organisation Gehlen Herrmann Foertsch übernehmen.
Der Zeitpunkt war bei Gründung des Gremiums war ungünstig, denn mit dem Technischen Dienst (TD) des Bundes Deutscher Jugend (BDJ) war kurz zuvor im Herbst 1952 eine der US-Tarnorganisationen auf dem Stay-Behind-Sektor in Deutschland mit lautem Knall aufgeflogen, die vom BMG unterstützt worden war. Sogar Todeslisten gegen SPD-Angehörige waren dabei aufgetaucht.
siehe Hauptartikel: Stay-Behind-Organisation und LCPROWL.
Die Finanzierung der Frontorganisationen blieb nicht zuletzt wegen der Stay-Behind-Aktivitäten zwischen Amerikanern und Deutschen strittig, denn Globke hatte das untersagt und die Deutschen wollten aufgrund der Erfahrungen mit dem TD des BDJ jetzt Details wissen. Die zuständigen CIA-Unterhändler Arthur H. Graubart oder Thomas Polgar waren aber dazu nicht bereit. Die u. a. in Betracht kommenden Organisationen UFJ und Kampfgruppe gegen Unmenschlichkeit (KgU) waren nämlich gleichfalls an solchen streng geheimen Stay-Behind-Aktionen beteiligt. Das war nicht im Sinne von Dellingshausen, der das diesbezügliche Verbot von Hans Globke beachtete. Dellingshausens Hauptansprechpartner bei der CIA wurde ab 1953 Seymour Bolton. Beide freundeten sich an und die verhärteten Fronten zwischen CIA und dem BMG begannen aufzuweichen. Nach einem klärenden Gespräch zwischen Edmund Michael Burke, dem CIA-Berater von US-Hochkommissar John McCloy mit Staatssekretär Thedieck erhielten die Deutschen endlich erste Einblicke in die von der CIA geförderten Gruppierungen.
Bezüglich der zu unterstützenden Widerstandsgruppen vereinbarten Dellingshausen und die Amerikaner im Oktober 1954, welche Vereine neben UFJ und KGU zu finanzieren wären. Dazu gehörten die Gruppe Marbach, der Volksbund für Frieden und Freiheit (VFF), das Satire-Magazin „Tarantel“ und die Vereinigung politischer Ostflüchtlinge (VPO) sowie die exilrussischen Organisationen TsOPE und NTS.
Als sich beispielsweise die KGU Ende 1959 auflöste, gingen die Gelder zuletzt bar über den Tisch von Ewert von Dellingshausen.

## Die Koordinierung der Psychologischen Kriegsführung durch Dellingshausen im BMG
Während die oberste Koordinierungsinstanz in der Psychologischen Kriegsführung das Bundeskanzleramt blieb, übernahm das BMG unter Dellingshausen die Koordinationsarbeit auf Arbeitsebene, nicht zuletzt weil Dellingshausen dabei besonderen Ehrgeiz entwickelte. Nachdem sich die Aufgabenbereiche von BMG und BMI in Fragen der Öffentlichkeitsarbeit überschnitten, bedurfte es einer Koordination. Diese Koordination war in ihren Grundzügen bereits Anfang 1952 erfolgt. Nach erfolgter Klärung der Zuständigkeiten zwischen BMI und BMG am 2. April 1952 übernahm es Ewert von Dellingshausen, die Verbindungen zu den involvierten Bundesbehörden und Institutionen seitens des BMG zu halten. Verschämt hatte man den anrüchigen Begriff „Propaganda“ durch „Unterrichtung der Bevölkerung“ ersetzt.
Die unter Dellingshausen in der Folge koordinierte Psychologische Kriegsführung lief vielfach nach dem Muster der deutschen Geheimoperationen während des Krieges und demzufolge oft mit demselben Personal. Innerhalb der konservativen Regierungsparteien nutzte man jene Profis, die zuvor massiv gegen Juden und Bolschewisten gehetzt hatten. Adenauers Spruch „Ich schütte kein dreckiges Wasser weg, solange ich kein sauberes habe“, mit dem er die Übernahme von Beamten aus der Nazi-Zeit rechtfertigte, traf hier bestens zu. Die Juden waren kein Thema mehr, aber die Bolschewisten, nun Kommunisten genannt, waren nun Ziel derselben Leute. Das führte dazu, dass viele Propagandisten aus dem Goebbels-Ministerium in der bundesdeutschen Psychologischen Kriegsführung tätig waren. Zugleich war auch die CIA-Tochter Organisation Gehlen in die Psychologische Kriegsführung durch die CIA eingebunden. Als aus der Organisation Gehlen 1956 der BND wurde, blieben diese Verbindungen bestehen.
Die Arbeit des BMG gegen den Kommunismus im Osten im Rahmen der Psychologischen Kriegsführung führte dann auch zu engsten Kontakten zu den deutschen Geheimdiensten und bald wucherten weitere Vereinigungen unter obskuren Namen, die Dellingshausen förderte. Dellingshausen nutzte dafür seine Verbindungen, die auffallend oft über deutschbaltische Kreise liefen.

### Universität Marburg und Herder Institut
Eine wichtige Rolle dabei spielte das Herder-Institut in Marburg. Über dieses Institut, dass bereits 1950 eine Teilfinanzierung durch das BMG erhielt und seinen Forschungsrat wurden in dieser „Ostuniversität“ viele Deutschbalten in die Ostforschung durch die Bundesregierung einbezogen, die zuvor der Nord- und Ostdeutschen Forschungsgemeinschaft (NOFG) angehört hatten. Staatssekretär Franz Thedieck und BMG-Abteilungsleiter Friedrich von Zahn unterstützten die Marburger nach Kräften. Viele der vorwiegend baltendeutschen Mitglieder waren zuvor in die NS-Ostforschung und in die Raumplanung im Osten eingebunden gewesen. So war das Herder-Institut in Marburg 1950 von Werner Essen mitbegründet und geleitet worden. Essen war im Krieg Abteilungsleiter für Raumplanung im besetzten Baltikum gewesen und hatte gemeinsam mit Adenauer-Intimus Hans Globke im Reichsinnenministerium gearbeitet. Marburgs erster Oberbürgermeister Karl Theodor Bleek war zudem ab 1951 Staatssekretär im Bundesinnenministerium und damit Kollege von Thedieck.
Bas BMG forderte von den Marburgern bereits 1951, man möge eine „politische Nachrichtensammlung betreiben“. Das wurde erst einmal abgelehnt. In Marburg bemühte man sich, jeden Eindruck zu vermeiden, in Diensten von Propaganda und Spionage zu stehen. Letztlich schuf man doch 1951 mit dem „Wissenschaftliche Dienst“ des Instituts als eine Art Nachrichtendienst für die an der Ostforschung beteiligten Regierungsstellen.

### Volksbund für Frieden und Freiheit
Über den Volksbund für Frieden und Freiheit (VFF) gewann Dellingshausen bereits zur Jahreswende 1950/51 eine Gruppierung, die sich verpflichtete, besonders eng mit dem BMG zu kooperieren. Der VFF wurde unter dem von den Amerikanern eingeführten Begriff „Reorientierung“ zum verdeckten Propagandaorgan der Bundesregierung. Der VFF war von vormaligen NS-Propagandisten und Geheimdienst-Aktivisten gegründet worden, darunter: Jürgen Hahn-Butry, Eberhard Taubert, Fritz Cramer, Arthur Ruppert und Alfred Gielen. Ruppert gehörte als CDU-Mitbegründer und CDU-Vorstandsmitglied in NRW zum Umfeld von Konrad Adenauer und Ruppert und Gielen waren bis 1951 für die Organisation Gehlen tätig, Fritz Cramer weit länger. Ewert von Dellingshausen überwachte die Aktivitäten des VFF und steuerte dessen Finanzierung, die sich Amerikaner und Bundesbehörden teilten. Das Wohlwollen des VFF wurde umfänglich honoriert. Allein das BMG überwies dem VFF 1953 600.000 DM, die Alliierte Hohe Kommission (HICOG) 500.000 DM, die Industrie 200.000 DM und das BMI 42.000 DM. Dellingshausen bewilligte dem VFF für „Großaktionen“ immer wieder große Beträge außer der Reihe, wie der vormalige Gestapo-Sturmbannführer Heinrich Schmitz im Rahmen der Operation Campus an das überwachende Counter Intelligence Corps der Amerikaner berichtete.

### Büro für heimatvertriebene Ausländer
Ein weiterer Deutschbalte war ab 1953 in der Person des Prof. Gerhard von Mende für den Verfassungsschutz und weitere Bundesministerien tätig, darunter auch das BMG. Er beobachtete für das BfV die Ostemigration über die Kreise der Ostforschung und führende Exilpolitiker. Über den Deutschbalten Walter Conradi stand Mendes „Büro für heimatvertriebene Ausländer“ (BfhA) in Düsseldorf in Verbindung mit Dellingshausen und dem BMG. Beim BfhA wurde ähnlich wie im BMG eine Geheimkartei genutzt.
siehe Hauptartikel: Gerhard von Mende, Abschnitt „Büro für heimatvertriebene Ausländer“

### Verlagshaus Witsch
Auch der ex-Untersturmführer im SD Berend von Nottbeck gehörte zu den deutschbaltischen Kontakten Dellingshausens. Nottbeck war Verbindungsmann zu Dellingshausen im Verlag Witsch, der gleichfalls antikommunistische Schriften herausgab und dafür Zuschüsse vom BMG erhielt. Nottbeck steuerte für den Verlag Witsch einen publizistischen Arbeitskreis gegen den Kommunismus, der eng mit mehreren Bundesministerien zusammenarbeitete. Dellingshausen gehörte ebenso wie Nottbeck zum inneren Zirkel dieses konspirativ abgeschirmten Arbeitskreises, der nichts anderes als antikommunistische Propaganda betrieb.

### BND
Die Zusammenarbeit des BMG mit dem BND intensivierte sich erst ab 1959 nach Übernahme der Psychologischen Kriegsführung (III F) durch Oberst Rolf Geyer (Deckname GOSLAR), der unter Gehlen diesen Bereich leitete. Bei III F hatte Dellingshausen mit seinem deutschbaltischen Cousin Andreas von Weiss (Deckname WEBER) sogar einen Verwandten, der ab 1963 beim internationalen Netzwerk der Antikommunisten Interdoc in Den Haag die multinationale Arbeit gegen den Kommunismus im Auftrag von Geyer übernahm.
Der deutschbaltische ex-Hauptmann Nikolaus von Grote hatte im Krieg für die Abteilung Wehrmacht Propaganda mit Ewerts Cousin Eduard von Dellingshausen bei General Wlassow gearbeitet. Grote war aus dieser Zeit bestens bekannt mit VFF-Mann Eberhard Taubert, der einer seiner Vorgesetzten gewesen war. Grote war Mitbegründer des Deutschen Industrieinstituts, dass ebenso wie das BMG den VFF sponsorte. Grote wechselte dann zu einer Tarnorganisation des BND von Oberst Geyer, dem „Verein zur Erforschung sozialpolitischer Verhältnisse eV“. Mit Geyers Psychologischer Kriegsführung arbeitete Ewert von Dellingshausen gleichfalls eng zusammen.
Damit standen erhebliche Teile der Psychologischen Kriegsführung und der Ostforschung der Bundesrepublik wie in Vorkriegszeiten erneut unter dem massiven Einfluss einer deutschbaltischen Connection mit einschlägigen Erfahrungen.

## Psychologische Kriegsführung und Steuerung durch das Bundeskanzleramt
Ab Frühjahr 1960 war es Dellingshausen mit Zustimmung von Hans Globke gelungen, eine hochrangige Runde im Kanzleramt zu gründen, die als „Donnerstagskränzchen“ bekannt wurde. Unter Vorsitz von BK-Ministerialrat Günter Bachmann trafen sich danach alle 14 Tage die mit der Psychologischen Kriegsführung befassten Abteilungen des Bundespresseamts, des AA, des BMI, des BMG, des Verteidigungsministeriums, des BfV und des BND im Kanzleramt. Hier traf Dellingshausen auch auf Spitzenvertreter der Nachrichtendienste, wie Günther Nollau vom BfV oder Rolf Geyer vom BND. Das Gremium war der Planungs- und Koordinierungsausschuss für alle Fragen der Psychologischen Kriegsführung und Dellingshausen nahm bis 1966 als Initiator daran teil. Das BMG war in diesem Kreis am stärksten von allen Beteiligten engagiert.

## Die Psychologische Kriegsführung als Ziel östlicher Geheimdienste
Dellingshausen und das BMG waren wegen seiner gegen den Osten gerichteten aktiven Zersetzungs-Propaganda ein Gegner erster Ordnung für die Auslandsaufklärung der DDR oder der Sowjetunion. Die Psychologische Kriegsführung wurden so zum Schauplatz der Auseinandersetzung der Geheimdienste. Die vielen halbstaatlichen bis privaten Verbindungen waren für den sowjetischen Geheimdienst und die ostdeutsche Stasi ein kaum geschütztes Ziel. Der Spionageabwehr-Fachmann Heinrich Schmalschläger, einst Oberst in der Abwehr III, beklagte als Sicherheitsberater der Organisation Gehlen die Tätigkeit dieser privaten und halbprivaten Organisationen im Geheimdienstsektor. Die Arbeit über private Vereinigungen, die das BMG bevorzugte, machte es den Sicherheitsbehörden extrem schwer, diese Organisationen zu kontrollieren.
Als der russische ex-Gestapo-Agent Evgenii Nikolaevich Artsiuk-Derzhavin, der die monarchistische russische Exilorganisation RONDD gegründet hatte, 1952 versuchte an das BMG und Dellingshausen heranzukommen, scheiterte das nach ersten Gesprächen zwischen Dellingshausen und Artisuk, nachdem vor Artsiuk als mutmaßlichem Sowjetagenten gewarnt wurde. Selbst die konspirativen Treffen des Witsch-Kreises, an denen Dellingshausen teilnahm, waren kurz nach den Treffen der Staatssicherheit der DDR bekannt, d. h. ein Stasi-Informant hatte an den geheimen Sitzungen teilgenommen. Mit Knut Gröndahl konnte das Ministerium für Staatssicherheit der DDR nach dem Rückzug von Dellingshausen gar einen Ministerialdirektor im Innerdeutschen Ministerium platzieren.

## Bedeutungsverlust der Psychologischen Kriegsführung
Als während der Großen Koalition 1966 Herbert Wehner (SPD) Gesamtdeutscher Minister wurde, begann sich die Politik des BMG gegenüber der DDR merklich zu ändern. Die Relikte des Kalten Krieges wurden nach und nach abgeschafft. Im gleichen Maß begann der Stern von Dellingshausen zu sinken. Eine erste Maßnahme Wehners war, dass er die ominöse Geheimkartei des BMG vernichten ließ. Danach ließ er die Ballonaktionen einstellen, mit denen das BMG über seine Tarnorganisationen Flugblätter bei günstigen Winden in den Osten brachte.
Der inzwischen im BMG für das Ostbüro der CDU zuständige Ewert von Dellingshausen hatte kein Verständnis für die neue Ostpolitik und begann, die Maßnahmen seines Ministers zu unterlaufen was letztlich zu seiner Versetzung 1966 in den Verwaltungsbereich führte. Dellingshausen war bis zu seiner Pensionierung 1974 kaltgestellt und schied verbittert aus dem Staatsdienst. Rückblickend betrachtete er 1984 die 14 Jahre seines Wirkens als Höhepunkt seines Lebens, blieb seiner antikommunistischen Grundüberzeugung treu und wäre am liebsten eher noch härter den Feinden der Demokratie entgegengetreten.
Nach seinem Ruhestand verfasste Ewert von Dellingshausen 1984/1985 seine Memoiren unter dem Titel „Im Bogen der Zeit - Erinnerungen des Dr. Ewert von Dellingshausen“, die im BMG in Dellingshausens Personalakte als „Vertraulich“ eingestuft wurden und als Verschlusssache erst einmal nicht zugänglich waren. Die Memoiren wurden erst nach dem Mauerfall im August 1994 freigegeben.